# Centro de Neurociencias de Cuba
El Centro de Neurociencias de Cuba (CNEURO) está ubicado en Playa, provincia de La Habana. Surgió en 1969 como uno de los primeros grupos en el mundo en emplear la computación para el análisis de la actividad eléctrica cerebral y fue constituido oficialmente en 1990. El 1 de enero de 2005 se crea como centro independiente dedicado a la realización de investigaciones básicas y desarrollo de tecnología , en estrecho vínculo y en función de los principales problemas de salud mental de la población cubana. Hoy en día es una de las instituciones dedicadas a la investigación básica y aplicada, así como al desarrollo de alta tecnología que responde al diagnóstico e intervención de los problemas relacionados con la salud mental.
Las líneas de investigación de CNEURO abordan temas asociados con las neurociencias: cognitiva, social y experimental, la neurofisiología clínica, el neurodiagnóstico, la biología molecular, bioimplantes y la neuroinformática.

## Historia
La génesis del Centro de Neurociencias de Cuba (CNEURO) se remonta a 1969, cuando el Centro Nacional de Investigaciones Científicas, CNIC, creó el Departamento de Neurofisiología con la colaboración de especialistas latinoamericanos de renombre como Bjorn Holgrem, Ruth Urba y Thalía Harmony. El Departamento tenía como objetivo principal garantizar la introducción de métodos cuantitativos y el uso de computadoras para analizar la actividad eléctrica espontánea y evocada del cerebro.

Tomando como base la importancia de la investigación en este campo y su gran promesa para el futuro desarrollo científico del país, el Consejo de Estado decidió establecer oficialmente el Centro de Neurociencias de Cuba, el 11 de mayo de 1990. Su principal objetivo era investigar y producir tecnologías de última generación para el diagnóstico y tratamiento de las enfermedades cerebrales.

Hoy en día, CNEURO es la mayor institución del Grupo BioCubaFarma dedicada al desarrollo de neurotecnología y la investigación básica sobre la base de los principales problemas de salud mental de la población cubana. Con más de 200 investigadores y personal de apoyo que participan en la investigación básica y aplicada, y el desarrollo de nuevos productos, las investigaciones de CNEURO están orientadas a la aplicación médica y se ejecutan en coordinación con instituciones de los sistemas nacionales de salud y educación.

## Logros alcanzados por CNEURO
1 - Ejecución de varios proyectos médicos de impacto social relacionados(abarcando grupos poblaciones importantes)con discapacidades originadas por disfunción neural, entre los cuales se destacan:
- La introducción de métodos para la detección temprana de las pérdidas auditivas en niños.
- La introducción, junto a otras instituciones, de la tecnología del implante coclear en Cuba para restituir la audición a sordos y más recientemente a sordo-ciegos.
- La introducción de métodos para el diagnóstico y realización de estudios epidemiológicos sobre los trastornos del aprendizaje y la conducta en escolares.
- Desarrollo de estudios epidemiológicos sobre el autismo y otras alteraciones del neurodesarrollo.
- Desarrollo de estudios epidemiológicos y nuevos métodos de detección temprana relacionados con las demencias y la enfermedad de Alzheimer.
- Perfeccionamiento junto al MINSAP del diagnóstico en psiquiatría con énfasis en la esquizofrenia, a la vez que se han hecho estudios epidemiológicos sobre esta enfermedad.
- Desarrollo de métodos rápidos de tipificación de microorganismo para la epidemiología molecular y creación de la tecnología apropiada.

2 - El desarrollo de investigaciones estratégicas de punta en temas de actualidad en el campo de las neurociencias entre las que se destacan:
- Conocimiento sobre los mecanismos básicos que subyacen en procesos mentales como el reconocimiento de caras, la atención selectiva, y las emociones.
- Nuevos métodos de procesamiento de neuroimágenes incluyendo la tomografía eléctrica cerebral, métodos de fusión de imágenes de distintas modalidades (ej. resonancia magnética y EEG) y métodos para estudio de la conectividad cerebral.
- Caracterización de la maduración de procesos psicológicos y neurales básicos en los escolares.
- Nuevos métodos para caracterizar los procesos sensoriales auditivos y visuales.
- Biofísica de macro-moléculas.

3 - Desarrollo de productos, equipos médicos, software especializado y otros recursos para el diagnóstico  neurofisiológico. 
Neurociencia le licencia estos productos a Neuronic S.A  que es la empresa encargada de la producción y comercialización de los mismos: 
4 - Coordinación  del Programa Nacional de Ciencia y Técnica para Tecnologías Emergentes en Neurociencias y Neurobiología.
5 - Desarrollo de la atención a la Red Nacional de Laboratorios de Neurofisiología Clínica del país (57) y prestación de  Asistencia Técnica. Esta red fue  creada a partir de equipos desarrollados por el Centro.
6 - Funcionamiento  como la única  unidad docente autorizada por el MINSAP para la residencia de Neurofisiología Clínica. Atendiendo las solicitudes de postgrados de neurólogos, neurofisiólogos, psiquiatras, defectólogos y pedagogos, además ha recibido a estudiantes de postdoctorados de Alemania, Japón y Suiza.
7 - El desarrollo de un programa de Maestría en las Neurociencias aprobado por el Ministerio de Educación Superior.
8 - Coordina el Programa Nacional de Implante Coclear a pacientes sordos y sordociegos, el cual fue generado por nuestro centro y  se desarrolla en colaboración con instituciones del MINSAP y el MINED. En este año a partir del trabajo realizado ha sido posible implantar a 145 pacientes, el cual es asesorado científicamente, coordinado y gestionado por nuestros especialistas 
9- Generación de nuevos conocimientos y aportes a escala internacional, lo que se puede constatar en una cartera de patentes en países como Estados Unidos, Sudáfrica, Japón, China, Ecuador, México  y además por numerosas publicaciones en revistas de alto impacto y referenciadas en base de datos de prestigio internacional como: Philosophical Transactions of the Royal Society, Neuroimage, Brain and Cognition,  Journal of Cognitive Neuroscience, Cognitive Brain Research, European Archives of Psychiatry and Clinical Neuroscience, Audiology, Cognition entre otras.

## Líneas de Trabajo
Audiología 
Biomateriales y Dispositivos Implantables 
Dispositivos Neuro-quirúrgicos
EEG- Sueño
GUEFAST
Marcadores Neuroquímicos
Neurodesarrollo escolar
Electromiografía y Potenciales Evocados.
Prótesis Auditivas
Rehabilitación Motora